# USA Patriot Act

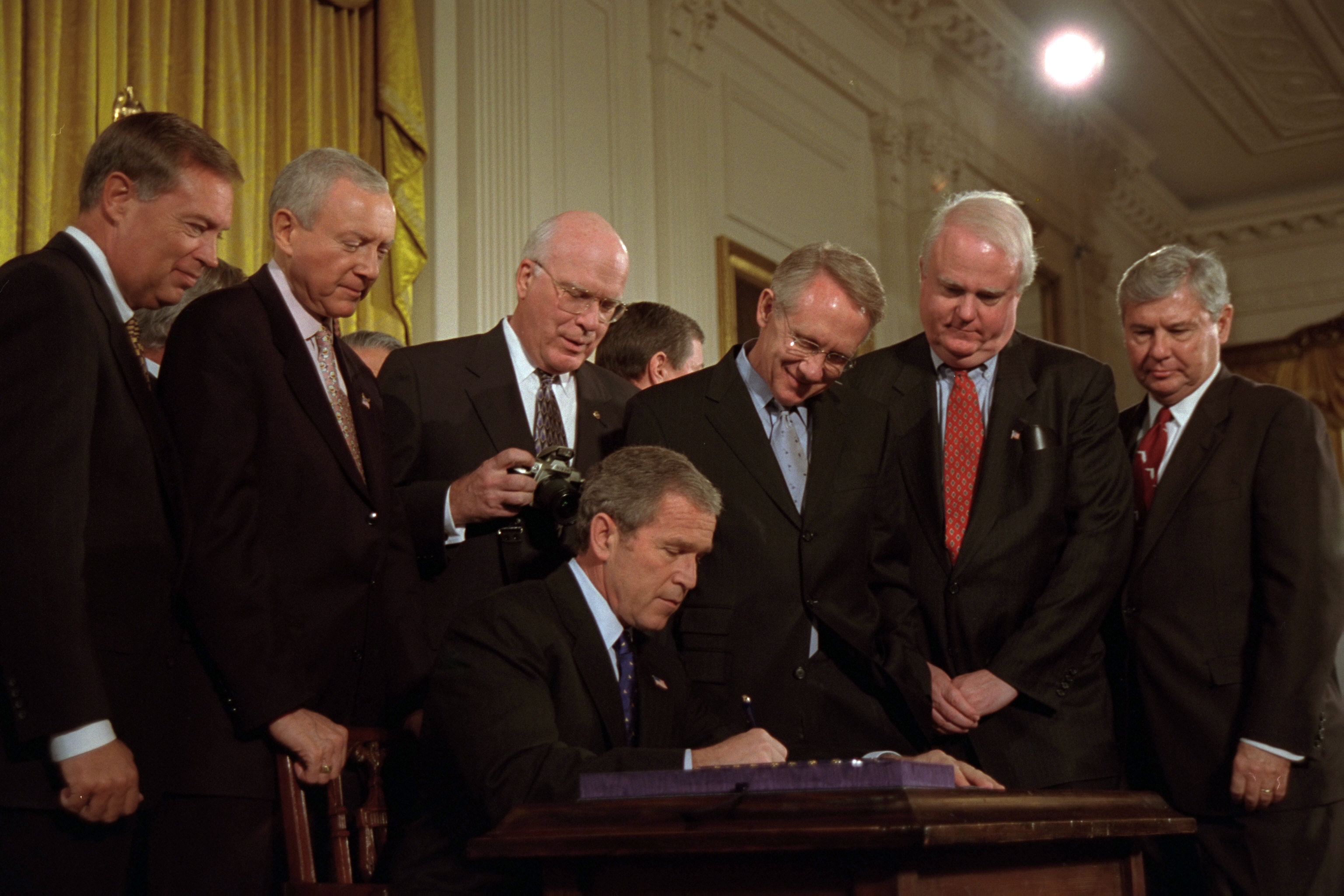
Prezydent George W. Bush podpisuje Patriot Act, Anti-Terrorism Legislation, piątek, 26 października 2001 r. we wschodniej sali Białego Domu.

USA PATRIOT Act (skrót od Uniting and Strengthening America by Providing Appropriate Tools Required to Intercept and Obstruct Terrorism Act of 2001; Public Law Pub.L. 107-56) – ustawa Kongresu Stanów Zjednoczonych, podpisana 26 października 2001 przez prezydenta George'a W. Busha.

## Historia
Ustawa została podpisana przez prezydenta Busha 26 października 2001 roku i obowiązywała do 1 czerwca 2015 roku. Według niej wolno przetrzymywać przez nieokreślony czas bez sądu obywateli nie-amerykańskich, którzy zostaną uznani za zagrożenie dla narodowego bezpieczeństwa. Rząd nie jest zobowiązany do ogłoszenia takiego aresztu ani też jego usprawiedliwiania. Z pewnymi wyjątkami, działanie tego prawa miało się zakończyć 31 grudnia 2005 roku. W 2005 roku Kongres wydłużył bezterminowo 14 z 17 paragrafów ustawy, a 3 przedłużył o siedem lat. Ustawa została zastąpiona przez uchwaloną przez Kongres i podpisaną przez Baracka Obamę ustawę Freedom Act.

## Krytyka
Ustawa ta była i jest silnie krytykowana. Oponenci zarzucają jej niekonstytucyjność, nadmierne ograniczanie wolności oraz możliwości nadużycia. Rand Paul nazwał USA PATRIOT Act najbardziej niepatriotyczną ustawą. 
Zwolennicy ustawy argumentują, że akty terrorystyczne mogą kosztować życie tysięcy i dziesiątek tysięcy ludzi, wobec czego czekanie na ruch terrorystów byłoby śmiertelną pomyłką. Przyznają, że istnieje możliwość nadużycia ustawy, lecz zarazem zauważają, że jednym z podstawowych praw człowieka jest wolność od strachu.
Przykładem realnego działania ustawy w praktyce może być przypadek Sami Al-Ariana, amerykańsko-palestyńskiego profesora inżynierii komputerowej na Uniwersytecie Południowej Florydy. Zajmował się on promowaniem dialogu z krajami Bliskiego Wschodu oraz podnosił kwestię prześladowań Palestyńczyków. W lutym 2003 mężczyzna został aresztowany właśnie na podstawie ustawy USA Patriot Act. Po jakimś czasie zawarł on ugodę, przyznając się do winy, w zamian za zwolnienie i deportację ze Stanów Zjednoczonych. Tak się jednak nie stało, od 2008 do 2014 przebywał w areszcie domowym w Wirginii. Dopiero 4 lutego 2015 Al-Arian został deportowany do Turcji.